# Arpa Ke'un
Arpa Ke'un, auch Arpa Khan, Arpā Kaʾon oder Gāvon, (mongolisch Арпа Кэүн хан Arpa Keun Chan, † 15. Mai 1336) war der zehnte Herrscher der Ilchane während des Zerfalles des mongolischen Reiches in Persien. Er war ein Mitglied des Hauses von Tolui. Seine Familie konnte man bis auf Arigkbugha Khan, der der jüngste Bruder von Möngke Khan, Kublai Khan und Hülegü war, zurückverfolgen. Somit war er nicht wie die anderen Herrscher ein Nachfahre Hülegüs, sondern dessen Bruders.
Arpa Ke'un kam nach dem Tod Abu Sa'ids 1335 an die Macht und wurde am 5. Dezember 1335 in Karabach zum Ilchan gekrönt. Rasch hatte er gegen eine Invasion Usbek Khans von der Goldenen Horde zu kämpfen. Er siegte gegen die Invasoren und richtete als Nächstes die Witwe Abu Sa'ids Bagdad Khatun hin, um seine Macht zu festigen. Danach heiratete er Sati Beg, die Schwester Abu Sa'ids und Witwe des Amir Tschupans. 1336 hatte er es mit einem Angriff des Gouverneurs von Bagdad, des Oiraten ʿAlī Padšāh, des Onkels des ehemaligen Herrschers Abu Sa'id, zu tun. Dieser besiegte den Ilchan am 9. Mai in der Nähe von Maragha, und kurz darauf wurde Arpa Ke'un in Soltanije gefangen genommen und nach Ujan gebracht. Dort wurde er hingerichtet. Ihm folgte als neuer Ilchan Musa, der aber eine Marionette anderer Kräfte war.

## Weblink
- P. Jackson: „ARPA KHAN“ (1986) in Encyclopædia Iranica

| Vorgänger | Amt                                      | Nachfolger |
| --------- | ---------------------------------------- | ---------- |
| Abu Sa'id | Ilchan von Persien 5. Dezember 1335–1336 | Musa       |

| Personendaten    | Personendaten                        |
| ---------------- | ------------------------------------ |
| NAME             | Arpa Ke'un                           |
| ALTERNATIVNAMEN  | Arpa Khan; Arpā Kaʾon; Gāvon         |
| KURZBESCHREIBUNG | mongolischer Ilchan                  |
| GEBURTSDATUM     | 13. Jahrhundert oder 14. Jahrhundert |
| STERBEDATUM      | 15. Mai 1336                         |